# Adjaratou Abdoulaye
Adjaratou Abdoulaye là một chính trị gia người Togo và là thành viên của Nghị viện Pan-Phi từ Togo. Bà được bầu vào Quốc hội Togo trong cuộc bầu cử quốc hội năm 2007, đại diện cho cuộc biểu tình của người dân Togo. Bà được bầu vào Quốc hội Liên minh châu Phi giai đoạn 2009-2014